# بالاپیتیا
بالاپیتیا (انگلیسی: Ballapitiya) یک منطقه مسکونی در سری‌لانکا است که در استان غربی، سری‌لانکا و در ناحیه کالوتارا واقع شده است.